# Campeonato Rondoniense de Futebol de 2014
A 73.ª edição do Campeonato Rondoniense de Futebol Profissional de 2014 foi realizado entre os dias 23 de Fevereiro e 31 de maio de 2014 e conta com a participação de 7 clubes. O Campeão desta edição foi o Vilhena Esporte Clube e disputará a Copa do Brasil de 2015 e a Copa Verde de 2015. O Ariquemes Futebol Clube conquistou a segunda colocação e garantiu a vaga para o Série D do Brasileirão.

## Participantes
| Equipe           | Cidade         | Em 2013 | Estádio            | Capacidade | Títulos            |
| Ariquemes        | Ariquemes      | 3ª A    | Valerião           | 5 000      | 0 (não possui)     |
| Genus            | Porto Velho    | 3º A    | Aluizão            | 7 000      | 0 (não possui)     |
| Ji-Paraná        | Ji-Paraná      | 7º A    | Biancão            | 5 000      | 9 (último em 2012) |
| Pimentense[a]    | Pimenta Bueno  | 2ª A    | Ataíde             | 2 000      | 0 (não possui)     |
| Rolim de Moura   | Rolim de Moura | 5º A    | Cassolão           | 4 000      | 0 (não possui)     |
| União Cacoalense | Cacoal         | 1º B    | Aglair Tonelli     | 8,000      | 2 (último em 2004) |
| Vilhena          | Vilhena        | 1º A    | Portal da Amazônia | 5 000      | 4 (último em 2013) |

- a ^ Pimentense pode ficar fora do Rondoniense 2014.[2]

## Regulamento
As 7 equipes se enfrentam em dois turnos na primeira fase, sendo que os quatro melhores avançam às semifinais. Havendo igualdade de pontos, são critérios de desempate: 1) mais vitórias; 2) melhor saldo de gols; 3) mais gols pró; 4) confronto direto; 5) sorteio. Semifinais e final serão disputadas em jogos de ida e volta para se apurar os finalistas e o campeão estadual.

## Primeira Fase
| Pos. | Equipe           | Pts | J  | V | E | D  | GP | GC | SG  |
| ---- | ---------------- | --- | -- | - | - | -- | -- | -- | --- |
| 1    | Vilhena          | 26  | 12 | 8 | 2 | 2  | 21 | 7  | 14  |
| 2    | Ariquemes        | 26  | 12 | 8 | 2 | 2  | 20 | 8  | 12  |
| 3    | Pimentense       | 20  | 12 | 6 | 2 | 4  | 22 | 15 | 7   |
| 4    | Rolim de Moura   | 15  | 12 | 4 | 3 | 5  | 18 | 21 | -3  |
| 5    | União Cacoalense | 14  | 12 | 4 | 2 | 6  | 21 | 25 | -4  |
| 6    | Genus            | 14  | 12 | 4 | 2 | 6  | 14 | 20 | -6  |
| 7    | Ji-Paraná        | 4   | 12 | 1 | 1 | 10 | 9  | 29 | -20 |

### Desempenho por rodada
Clubes que lideraram ao final de cada rodada:
| 1   | 2   | 3   | 4   | 5   | 6   | 7   | 8   | 9   | 10  | 11  | 12  | 13  | 14  |
| VEC | VEC | VEC | ARI | ARI | ARI | ARI | ARI | VEC | VEC | VEC | ARI | VEC | VEC |

Clubes que ficaram na última posição ao final de cada rodada:
| 1   | 2   | 3   | 4   | 5   | 6   | 7   | 8   | 9   | 10  | 11  | 12  | 13  | 14  |
| ROL | ROL | ROL | ROL | ROL | JIP | JIP | JIP | JIP | JIP | JIP | JIP | JIP | JIP |

## Fase Final
|  | Semifinais     | Semifinais | Semifinais | Semifinais |   |         | Final | Final | Final | Final |
|  |                |            |            |            |   |         |       |       |       |       |
|  | Rolim de Moura | 0          | 0          | 0          |   |         |       |       |       |       |
|  | Vilhena        | 1          | 2          | 3          |   |         |       |       |       |       |
|  | Vilhena        | 1          | 2          | 3          |   | Vilhena | 0     | 1     | 1     |       |
|  |                |            |            |            |   | Vilhena | 0     | 1     | 1     |       |
|  |                | Ariquemes  | 0          | 0          | 0 |         |       |       |       |       |
|  | Pimentense     | Ariquemes  | 0          | 0          | 0 | 2       | 1     | 3     |       |       |
|  | Pimentense     |            |            |            |   | 2       | 1     | 3     |       |       |
|  | Ariquemes      | 5          | 0          | 5          |   |         |       |       |       |       |

## Campeão
| Campeão Rondoniense de 2014 |
| --------------------------- |
| Vilhena (5° título)         |

| Vice Campeão: | Terceiro colocado: | Quarto colocado: |
| ------------- | ------------------ | ---------------- |
| Ariquemes     | Pimentense         | Rolim de Moura   |

## Artilheiros
Nove Gols
Souza (Ariquemes)
Oito Gols
Cabixi (Vilhena)
Sete Gols
Careca (Pimentense)
Seis Gols
Edson Bahia (Ariquemes), Edilsinho (Vilhena), Roallase (Vilhena) e Robson (Rolim de Moura)
Quatro Gols
Alex e Geilson (Pimentense)
Três Gols
Ailton, Keid, Guilherme (Cacoalense); Claudio (Genus); Matheus (Ariquemes); Filipini (Rolim de Moura)
Dois Gols
Dan (Ji-Paraná); Francis, Rivaldo (União Cacoalense); Magno, Diego Siqueira (Ariquemes); Cleiton, Kaique, Batista (Rolim de Moura); Everton, Julio Brasília, (Pimentense); Ricardo, Choco (Genus)

## Classificação Final
| Pos. | Equipe           | Pts | J  | V  | E | D  | GP | GC | SG  | Classificação                         |
| ---- | ---------------- | --- | -- | -- | - | -- | -- | -- | --- | ------------------------------------- |
| 1    | Vilhena          | 36  | 16 | 11 | 3 | 2  | 25 | 7  | 18  | Copa do Brasil 2015 e Copa Verde 2015 |
| 2    | Ariquemes [b]    | 30  | 16 | 9  | 3 | 4  | 25 | 12 | 13  |                                       |
| 3    | Pimentense       | 23  | 14 | 7  | 2 | 5  | 25 | 20 | 5   | Eliminados nas Semifinais             |
| 4    | Rolim de Moura   | 15  | 14 | 4  | 3 | 7  | 18 | 24 | -6  | Eliminados nas Semifinais             |
| 5    | União Cacoalense | 14  | 12 | 4  | 2 | 6  | 21 | 25 | -4  |                                       |
| 6    | Genus [c]        | 14  | 12 | 4  | 2 | 6  | 14 | 20 | -6  | Série D 2014                          |
| 7    | Ji-Paraná        | 4   | 12 | 1  | 1 | 10 | 9  | 29 | -20 |                                       |

- b ^ O Ariquemes desistiu de participar da Série D.[3]
- c ^ O Genus foi o único a se manifestar pela vaga na Série D e foi dada ao mesmo.[4]